# Donacia rugosa
Donacia rugosa är en skalbaggsart som beskrevs av J. L. Leconte 1878. Donacia rugosa ingår i släktet Donacia och familjen bladbaggar. Inga underarter finns listade i Catalogue of Life.